# Rathaus (Schwäbisch Hall)

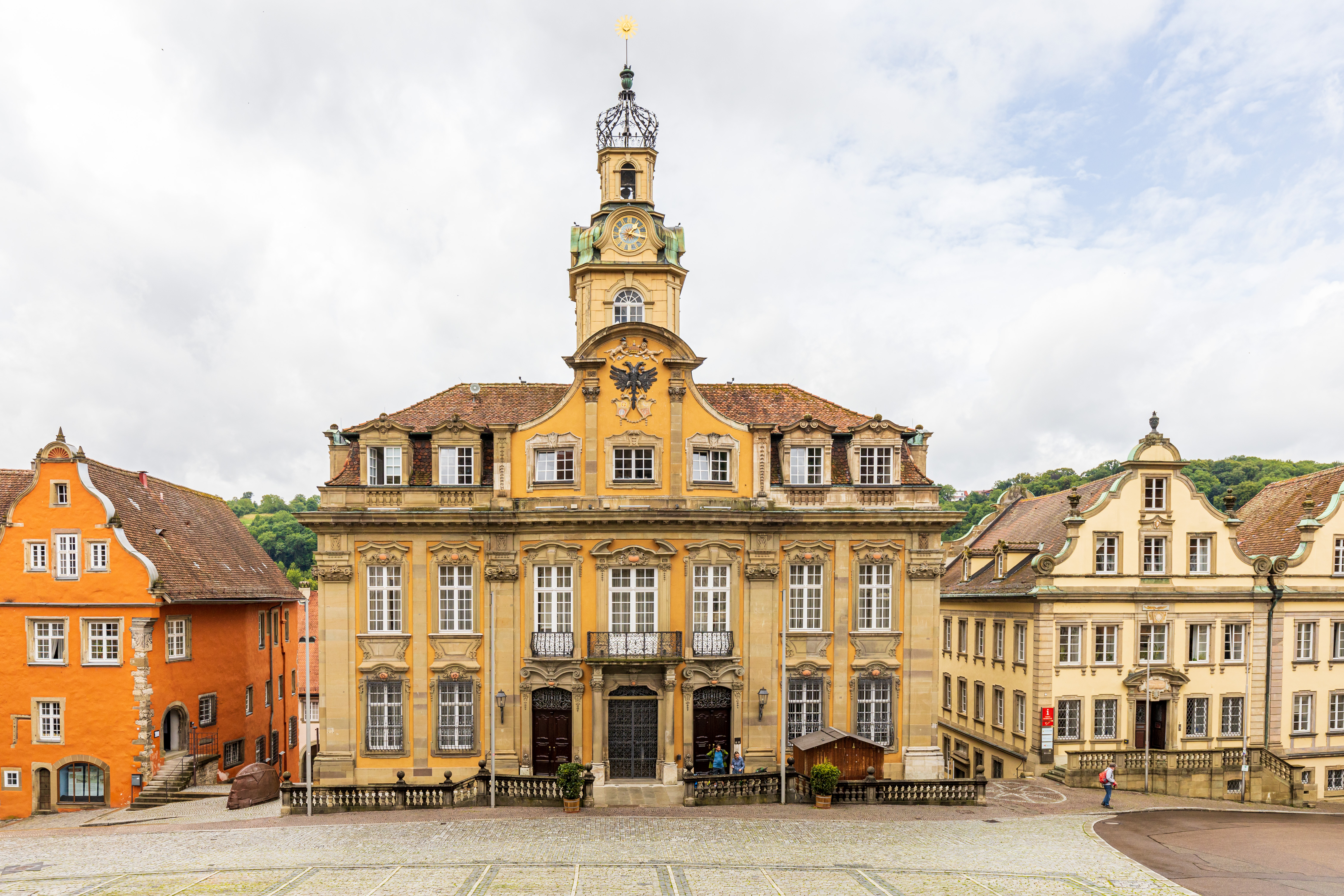
Rathaus in Schwäbisch Hall

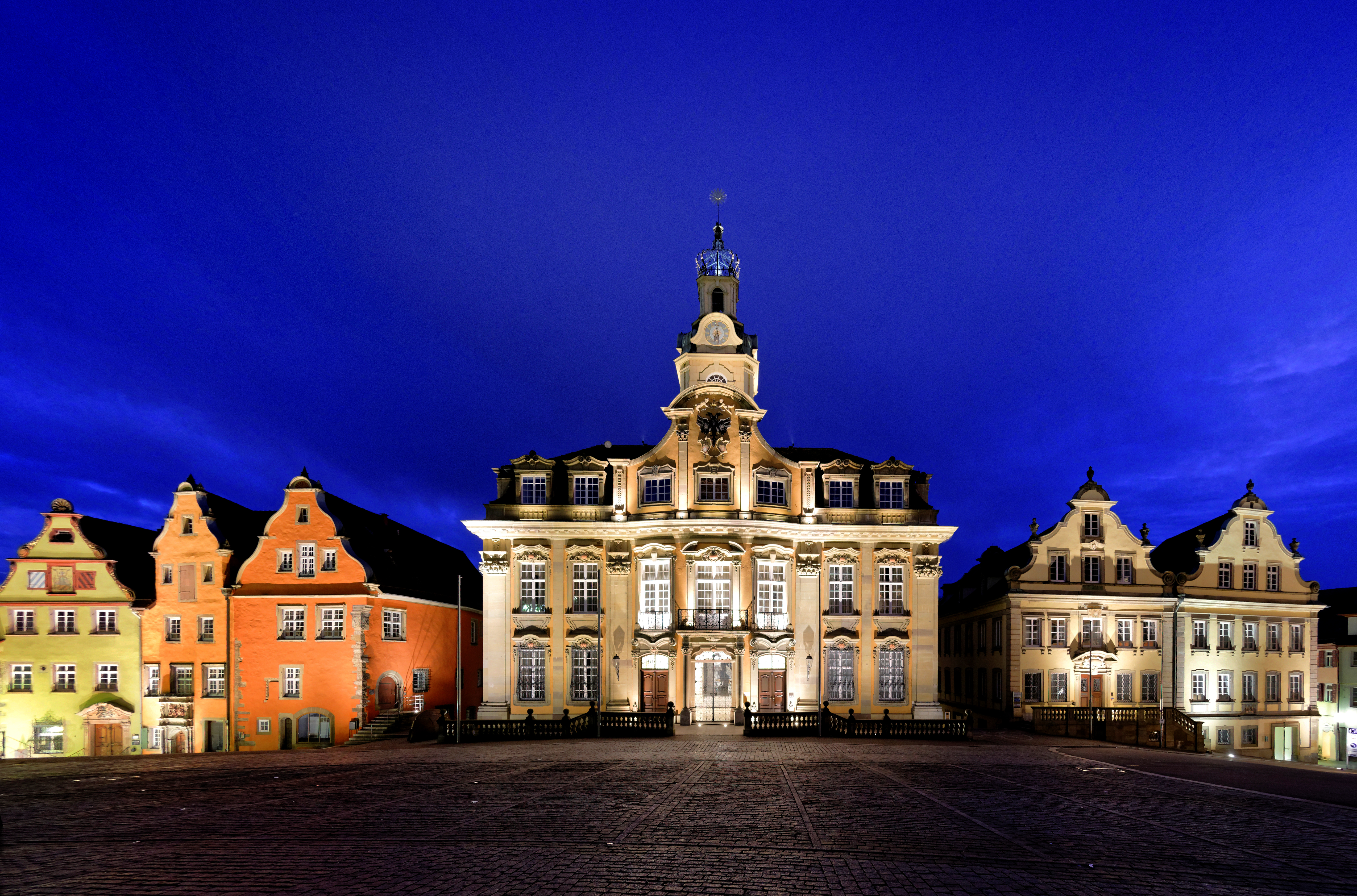
Das Rathaus bildet mit den angrenzenden Gebäuden ein Ensemble

Das Rathaus in Schwäbisch Hall ist ein barockes Bauwerk aus dem Jahr 1735. Es entstand nach dem Stadtbrand von 1728 an der früheren Stelle der Kirche St. Jakob. Das Rathaus brannte gegen Ende des Zweiten Weltkriegs bis auf die Grundmauern nieder, wurde jedoch anschließend weitgehend originalgetreu rekonstruiert.

## Beschreibung

### Geschichte
Das älteste Rathaus stand laut dem Chronisten Widman an der Stelle des ehemaligen Kornhauses, das sich unten am Grasmarkt befand. Im 16. Jahrhundert ist ein Altes Rathaus am Hafenmarkt sowie ein Neues Rathaus am Judenmarkt (aus dem Jahr 1494). Das am Judenmarkt befindliche Neue Rathaus des 16. Jahrhunderts enthielt unten das Katzhaus, 1494 wurde im Steinhaus am Judenmarkt auch eine Münzwerkstatt eingerichtet. Daneben befand sich der Kanzleibau, an dessen Stelle heute das Chursche Haus befindet.  Den Bedarf nach einem neuen Rathaus in Hall weckte der Stadtbrand vom 31. August 1728, dem die alten Gebäude zum Opfer fiel.
Die ersten Wiederaufbauplanungen erstellte im September 1728 Johann Philipp Meyer (1679–1735), der den Platz der Ruine von St. Jakob als Bauplatz für ein neues Rathaus vorschlug, wodurch der Kirchplatz künftig als Marktplatz genutzt werden konnte. Für den Wiederaufbau der Stadt ersuchte man dann bei Herzog Eberhard Ludwig von Württemberg um den württembergischen Baumeister Johann Ulrich Heim (1668–1737), der einen Bebauungsplan erstellte, der bis auf die vorgenannte Verlegung des Rathauses sowie des Heilig-Geist-Spitals und des Kornhauses im Wesentlichen den alten Quartieren folgte, so dass sich trotz der nahezu vollständigen Neubebauung der westlichen Stadtmitte die mittelalterlichen Gassenverhältnisse erhalten haben.
Das Rathaus sollte ursprünglich nach Plänen von Meyer neu gebaut werden, doch geriet dieser in den Verdacht, bei der Absteckung der neuen Grundstücke parteiisch gehandelt zu haben, so dass für die weiteren Planungen wieder Heim zum Zuge kam. Für die Verwaltung wurde nach seinen Plänen zunächst das Gebäude Am Markt 7, die spätere Bürgertrinkstube, errichtet. Diese konnte 1732 bezogen werden und diente als provisorisches Rathaus, während über den eigentlichen Rathausbau im Rat noch Uneinigkeit herrschte. Nach Vorlage verschiedener Entwürfe kam für den eigentlichen Rathausbau auch ein Entwurf von Heim zum Zug. Ausgeführt wurde das Rathaus von seinem Neffen, dem Baumeister Eberhard Friedrich Heim (1703–1739), und dessen Steinhauer und Maurermeister Johann Georg Arnold. Der Grundstein für den Bau wurde am 31. August 1731 gelegt, im November 1733 war der Bau bis zum Dach fertiggestellt; die feierliche Einweihung erfolgte am 18. Juni 1735.
Das Rathaus fand am 8. Oktober 1925 Aufnahme in das Landesverzeichnis der Baudenkmale in Württemberg. In den letzten Tagen des Zweiten Weltkriegs brannte es nach einem Angriff amerikanischer Jagdbomber am 16. April 1945 bis auf die Grundmauern nieder. Lediglich das von Gewölbedecken überspannte Untergeschoss blieb erhalten, so dass die darin befindlichen  Archiv- und Bibliotheksbestände den Brand überdauerten. Noch 1945 fiel der Entschluss zum Wiederaufbau des Gebäudes, der unter der Leitung von Eduard Krüger erfolgte. Am 14. September 1946 wurde das Richtfest des Wiederaufbaus begangen. 1951 waren Massivdecken und Fenster wiederhergestellt, der Innenausbau erfolgte ab Frühjahr 1953. Im Jahr 1955 konnte das Rathaus neu eingeweiht werden.

### Architektur und Ausstattung

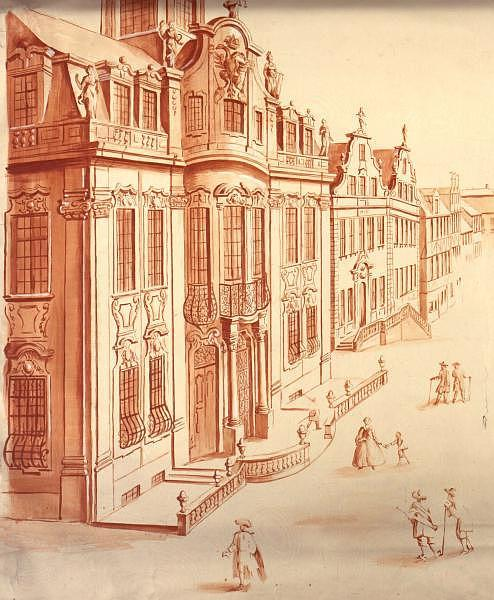
Rathaus vor 1802, Nachzeichnung eines Gemäldes von J. M. Roscher nach 1735 (StadtA SHA 16-0157).

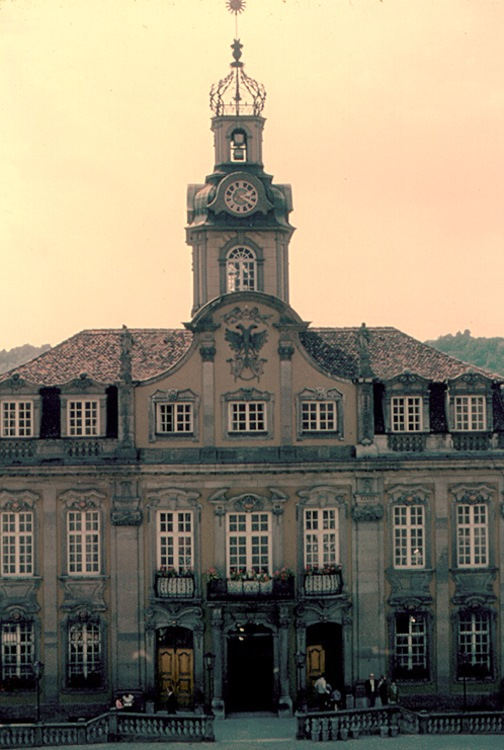
Rathaus, mit Statuen auf den Eckpfeilern der Dachbalustrade, 1965

Die Fassade wird durch eine Pilasterordnung in drei Teile gegliedert. Glatte Lisenen befinden sich zwischen den Fenstern der Seitenteile. Auf den Eckpfeilern der Dachbalustrade und des Schweifgiebels und auf dem Scheitel desselben Giebels befanden sich fünf Statuen – Allegorien der Tugenden. Über dem mittleren Fenster des Giebels war ein Wappenadler aus Stuck. Auf den Bildern zum eingerüsteten Rathaus, 1949/50 (StadtA SHA FS 00105a) und bei der feierlichen Einweihung des wiederaufgebauten Rathauses am 30. April 1955 (StadtA SHA FS 01305) waren diese Figuren zu sehen (bis auf die Justitia auf dem Giebel). Heute (Stand 2012) fehlen die Statuen auf der Fassade.
Die Fassade selbst ist in Haustein ausgearbeitet, während die Dachaufbauten zwischen den Gliederungen verputzt sind. Die Seiten der Fassade zeigen eine Quaderung mit Lagerfugenlinien. Das Dach ist mit Ziegel eingedeckt, während der Rathausturm mit Schiefer eingedeckt ist. Der Rathausturm hat eine Laterne und Gitterkuppel in dem Uhr und Glocke sind.
Der Bauplatz fällt auf der Rückseite so stark ab, dass die Rückseite des Hauses ein Geschoss tiefer steht als die Vorderseite. Der vordere Teil des Gebäudes ist im Inneren auf allen drei Geschossen in drei Räume unterteilt, im Mittelteil ist die Fassade schwach ausgebogen. Der hintere Teil des Gebäudes ist im Kellergeschoss durch eine Scheidemauer querteilt und ganz eingewölbt. In den Obergeschossen des Hinterhauses sind die Räume durch zwei Zwischenwände der Tiefe nach dreigeteilt.
Im Mittelraum des vorderen Teils des Hauses liegt im Erdgeschoss die Vorhalle mit drei Pforten. Die Vorhalle zeigt ein Kappengewölbe mit einfachen Rahmenstuckaturen. An den Rückwänden der Vorhalle befinden sich in den Nischen zwei bronzierte Gipsfiguren der Weisheit und der Gerechtigkeit von Emanuel Pighini und Thomas Gavoni.
Der Mittelraum des hinteren Teils des Hauses enthält ein Treppenhaus mit dreiarmiger Treppe. Das Treppenhaus ist mit figürlichen Stuckaturen, so den vier Jahreszeiten, geschmückt. Die Stuckarbeiten besorgte der württembergische Hofbildhauer Maximilian Josef Pöckhl (Böckel, aus Bayern). Im vorderen Teil des Gebäudes befinden sich im Hauptgeschoss die Rathaussäle, die 1736–1738 durch Livio Andrea Retti ausgemalt wurden; während sich im Hinterhaus die Kanzleien und Registraturen befinden. Im eingewölbten Keller ist das Archiv beheimatet.
Weiterer Bauschmuck kam von den ausführenden Werkmeistern. Die Bildhauerarbeiten lieferte Georg David Laccorn. Der Kunstschmied Georg Melchior Bubinger schuf die Tür- und Fenstergitter, Schlösser und Beschläge. Die schmiedeeiserne Turmkuppel wurde durch den Werkschmied Johann Friedrich Jotz (auch Joos) in Königsbronn geschaffen. Schreinerarbeiten von Johann Adam Hauckh und Johann Jacob Laccorn.

Gittertür des Schlossers Bubinger in Schwäbisch Hall, 1735
Grundriss des Erdgeschosses
Grundriss des Dachgeschosses